# 加勒特·穆阿古图蒂亚
加勒特·穆阿古图蒂亚（英語：Garrett Muagututia，1988年2月26日—），生于加利福尼亞州歐申賽德，美国男子排球运动员，2019年世界杯男子排球赛铜牌得主、2024年夏季奥林匹克运动会男子铜牌得主。